# Läufelfingen
Läufelfingen es una comuna suiza del cantón de Basilea-Campiña, situada en el distrito de Sissach. Limita al norte con las comunas de Känerkinden, Buckten y Häfelfingen, al este con Wisen (SO), al sur con Hauenstein-Ifenthal (SO), y al oeste con Eptingen y Diegten.

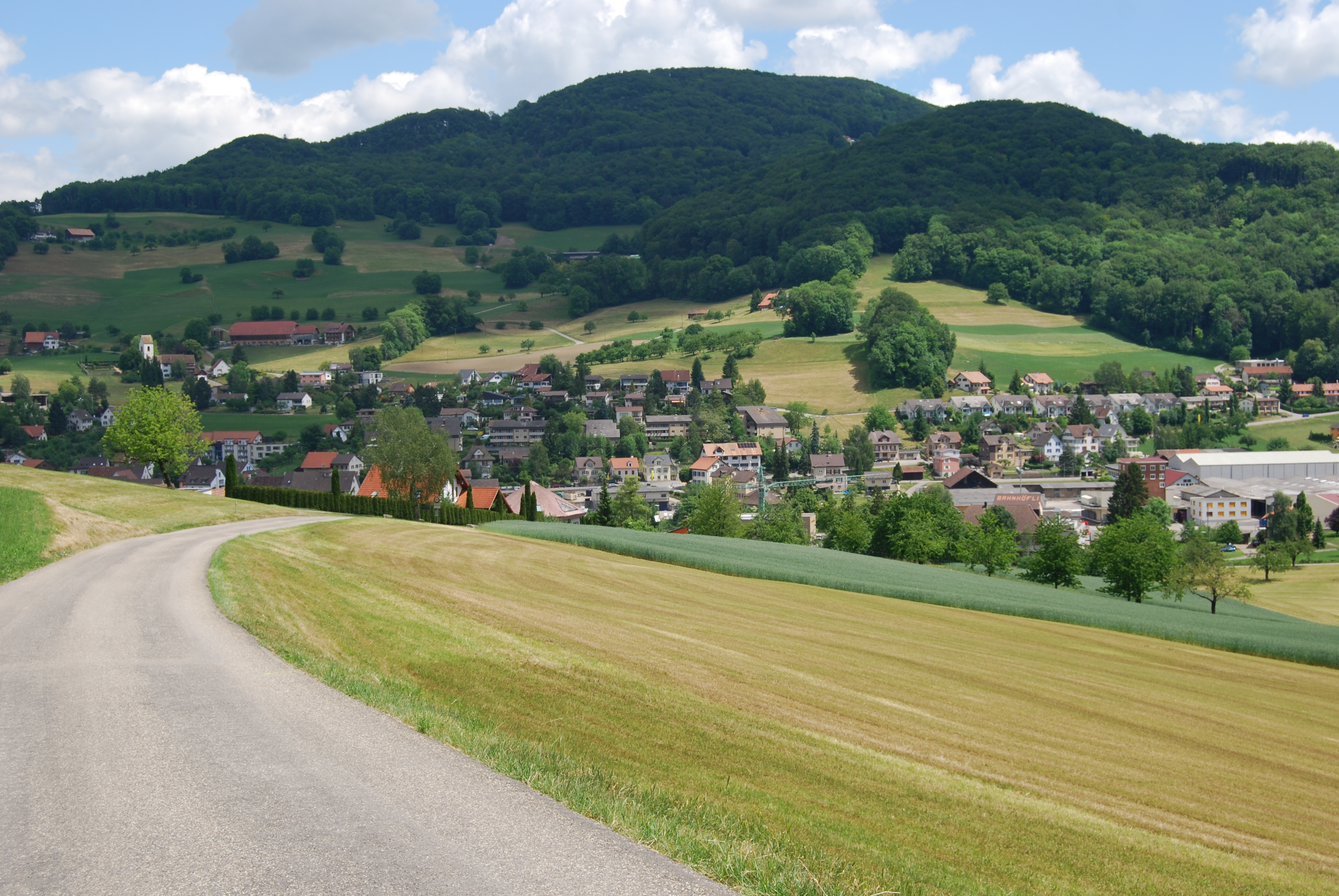
Läufelfingen